# Fort Saint-Nicolas
Il Fort Saint-Nicolas è una fortificazione che si affaccia sul porto vecchio della città di Marsiglia, dal lato opposto rispetto al Fort Saint-Jean.
Il forte venne costruito su uno sperone calcareo racchiuso tra il porto, l'abbazia di San Vittore e il quartiere Le Pharo, nello stesso luogo in cui si ergeva una cappella del Medio Evo che portava lo stesso nome e che venne demolita in seguito. La costruzione del forte cominciò nel 1660 ad opera del cavaliere de Clerville, su incarico di Luigi XIV che intendeva sottomettere lo spirito indipendente della città provenzale, e si concluse nel 1664. Dal gennaio 1969 è Monumento storico di Francia.